# Looking - Il film
Looking - Il film (Looking: The Movie) è un film per la televisione del 2016 diretto da Andrew Haigh.
Il film TV è stato realizzato appositamente dal network HBO come ideale conclusione della serie televisiva Looking, cancellata nel 2015 dopo due stagioni prodotte. Del cast fanno parte tutti gli interpreti della serie televisiva, tra cui spiccano Jonathan Groff, Murray Bartlett, Frankie J. Alvarez, Lauren Weedman, Russell Tovey e Raúl Castillo.

## Trama
Dopo aver vissuto un anno a Denver, Patrick torna a San Francisco per partecipare ad un evento importante con i suoi amici di sempre. 
Incontrerà i suoi ex fidanzati, Kevin e Richie, e coglierà l'occasione per affrontare rapporti irrisolti con loro, prendendo decisioni importanti per il suo futuro.

## Produzione
Dopo la cancellazione della serie televisiva, a marzo 2015 HBO ha annunciato la realizzazione di uno speciale film TV per dare un finale alla serie. Le riprese del film sono iniziate il 2 novembre 2015, con il titolo di lavorazione Looking for an Ending, e si sono concluse il 29 novembre.

## Distribuzione
Il film è stato presentato in anteprima al Frameline Film Festival il 26 giugno 2016. È stato poi trasmesso negli Stati Uniti sul canale via cavo HBO il 23 luglio dello stesso anno. In Italia, è andato in onda il 3 agosto 2016 su Sky Atlantic.